# Lučenec (vrch)
Lučenec je vrch na Slovensku ležící v nadmořské výšce 1041,4 m n. m. Nachází se v Žilinském kraji v okrese Martin. Je součástí pohoří Velká Fatra, kde se tyčí mezi Kantorskou a Sklabinskou dolinou.